# Дора Маар с кошкой
«Дора Маар с кошкой» (фр. Dora Maar au Chat) — картина Пабло Пикассо, написанная в 1941 году. На ней изображена Дора Маар, возлюбленная художника, сидящая на стуле с маленькой кошкой на плече. Работа входит в число самых дорогих картин мира.

## История
Полотно (128.3 на 95.3 см) — один из многочисленных портретов Доры Маар, написанных Пикассо за почти десятилетнюю историю их отношений. Пикассо познакомился с 29-летней Дорой в 1936 году в возрасте 55 лет и вскоре стал жить с ней. «Дора Маар с кошкой» была создана в 1941 году, когда нацисты занимали Францию. В 1947 году полотно было приобретено чикагскими коллекционерами Мэри и Ли Блок. Они же продали картину в 1963 году другой чикагской паре, Уилларду и Адель Джидвицам, после чего картина не выставлялась на публику вплоть до начала XXI века.
В 2005—2006 годы «Дора Маар с кошкой» впервые за долгое время демонстрировалась на публике, будучи частью выставок Сотбис в Лондоне, Гонконге и Нью-Йорке. Картина была выставлена на продажу аукционным домом Сотбис 3 мая 2006 года в Нью-Йорке и стала самой дорогой картиной в мире после «Мальчика с трубкой» Пикассо, проданной в 2004 году за 104 млн долларов. Русский  покупатель, пожелавший остаться неизвестным, приобрёл «Дору Маар с кошкой» за $95 216 000 при оценочной стоимости в $50 000 000.
Личность покупателя, потратившего в общей сложности US$100 миллионов (помимо картины Пикассо были приобретены морской пейзаж 1883 года Клода Моне и работа 1978 года Марка Шагала), стала темой многочисленных слухов. Было установлено лишь то, что в аукционе участвовал лишь агент истинного покупателя, а также что этот агент был новичком и наверняка имел русские корни. На середину 2007 года имя обладателя Доры Маар с кошкой оставалось тайной, но наиболее вероятной фигурой рассматривался грузинский миллиардер Бидзина Иванишвили, продавший «Импэксбанк» за $550 миллионов за неделю до аукциона.